# Matthew Lloyd
Pour les articles homonymes, voir Lloyd.
Matthew Lloyd est un coureur cycliste australien né le 24 mai 1983 à Melbourne. Il est professionnel de 2007 à 2014.

## Biographie
Il est passé en 2007, dans l'équipe belge Predictor-Lotto, devenue Omega Pharma-Lotto, et est devenu champion d'Australie sur route en janvier 2008. Lors du Tour d'Italie 2010, il remporte une étape, le maillot de meilleur grimpeur et le prix de la combativité.
Il est libéré par son équipe en avril 2011 pour cause de « mauvais comportement portant atteinte à l'image de l'équipe » et se retrouve sans employeur.
Victime d'une chute pendant la 8e étape du Tour de France 2012, Lloyd est non-partant lors de la 10e étape en raison d'une fracture à un coude.
En 2013, il reprend la compétition en Australie lors du Tour Down Under.

## Palmarès

### Palmarès amateur
- 2004
  - 12e étape du Herald Sun Tour
  - 2e de la Baw Baw Classic
  - 3e du Tour de Bright
- 2005
  - Tour de Wellington :
    - Classement général
    - 5e étape

  - Une étape du Tour du Haut-Béarn
  - 2e du Tour du Haut-Béarn
  - 3e de la Grafton to Inverell Classic
- 2006
  - Trofeo Alcide Degasperi
  - 5e étape du Tour du Japon
  - 5e étape du Herald Sun Tour
  - 2e de la Gara Ciclistica Montappone
  - 3e du Girobio

### Palmarès professionnel
- 2007
  - 1reb étape de la Semaine internationale Coppi et Bartali (contre-la-montre par équipes)
- 2008
  -  Champion d'Australie sur route
  - 4e du Tour d'Émilie
- 2010
  - Tour d'Italie :
    -  Classement de la montagne
    - Prix de la combativité
    - 6e étape
- 2012
  - 2e du championnat d'Australie sur route

## Résultats sur les grands tours

### Tour de France
3 participations
- 2009 : 46e
- 2010 : 47e
- 2012 : non-partant (10e étape)

### Tour d'Italie
2 participations
- 2008 : 30e
- 2010 : 50e, vainqueur du  classement de la montagne, du prix de la combativité et de la 6e étape

### Tour d'Espagne
2 participations
- 2008 : non-partant à la 9e étape (à la suite d'une chute la veille)
- 2009 : 50e

## Classements mondiaux
| Année                  | 2005 | 2006 | 2007 | 2008 | 2009 | 2010 |
| ---------------------- | ---- | ---- | ---- | ---- | ---- | ---- |
| Calendrier mondial UCI |      |      |      |      |      | 141e |
| UCI Africa Tour        |      | 112e |      |      |      |      |
| UCI Europe Tour        |      | 133e |      |      |      |      |
| UCI Oceania Tour       | 4e   | 30e  |      |      |      |      |